# Lenguas ístmicas
Las lenguas ístmicas forman la rama con más hablantes de las lenguas chibchas, se hablan en Panamá y NE de Colombia.

## Clasificación
El grupo ístmico forma parte de la familia lingüística chibcha. El grupo se divide usualmente en tres subgrupos:
- Ístmico occidental (Talamanca)
  - Cabécar-Bribri: cabécar, bribri.
  - Boruca
  - Teribe (naso tjerdi)
- Dorácico
  - Dorasque
  - Chánguena
- Ístmico oriental
  - Guaiímico: movere (guaymí, ngäbe), buglere (bocotá).
  - kuna (dulega)

## Descripción lingüística

### Comparación léxica
Los numerales en diferentes variedades ístmicas son:
| GLOSA | Talamanca    | Talamanca | Talamanca         | Talamanca | Guáimico  | Guáimico | Oriental | PROTO- ÍSTMICO  |
| GLOSA | Boruca       | Bribri    | Cabécar           | Teribe    | Buglere   | Ngäbe    | Guna     | PROTO- ÍSTMICO  |
| ----- | ------------ | --------- | ----------------- | --------- | --------- | -------- | -------- | --------------- |
| '1'   | éʔtsè        | éköl      | é-                | kʰwara    | gdɑite    | kwa-ti   | gwen     | *e-kwə          |
| '2'   | búʔk         | bö́l       | bó-               | pʰo̘k̚      | gdɑboke   | ku-bú    | bo       | *bo-ke          |
| '3'   | máŋ          | mañál     | bāʤã́-             | mya       | gdɑmɑ̃ĩ    | ko-mɔ    | baa      | *bayã           |
| '4'   | báxkàŋ       | tkë́l      | pkí-(N.) tkí-(S.) | pkɪŋ      | gdɑbɑgɑ   | ko-bgɔwa | bake     | *bake           |
| '5'   | ʃɪʃkáŋ       | ské̠l      | skẽ́-              | ʃkɪŋ      | gdɑtigɑ   | kwɔ-rigɛ | atar     | *tig(?) (*skẽ-) |
| '6'   | téʃàŋ        | teröl     | sàhurà+1          | tʰɛr      | gdɑdereke | kwɔ-tí   | nergwa   | *ter-           |
| '7'   | kúx          | kúl       | sàhurà+2          | kʰɔ̘k̚      | gdɑguke   | kwɔ kɯɡɯ | gugle    | *gug(l)e        |
| '8'   | éxtàŋ kúxtàŋ | pàköl     | sàhurà+3          | kʰwoŋ     | gdɑpɑ     | kwɔ kwɔ  | baabak   | *kwog-(?)       |
| '9'   | éxkùx        | su̠lì̠tu    | sàhurà+4          | ʃkaw      | gdɑĩnkɑ   | kwɔ ɤɡɔ̃  | bakebak  | ?               |
| '10'  | téxkùx       | dabam     | sàhurà bótkʊ̀      | sakwara   | gdɑtɑboko | ni hɔdɔ  | ambe     | *taba(?)        |